# Motuweta isolata
Motuweta isolata är en insektsart som beskrevs av Peter M. Johns 1997. Motuweta isolata ingår i släktet Motuweta och familjen Anostostomatidae. Inga underarter finns listade i Catalogue of Life.

## Bildgalleri

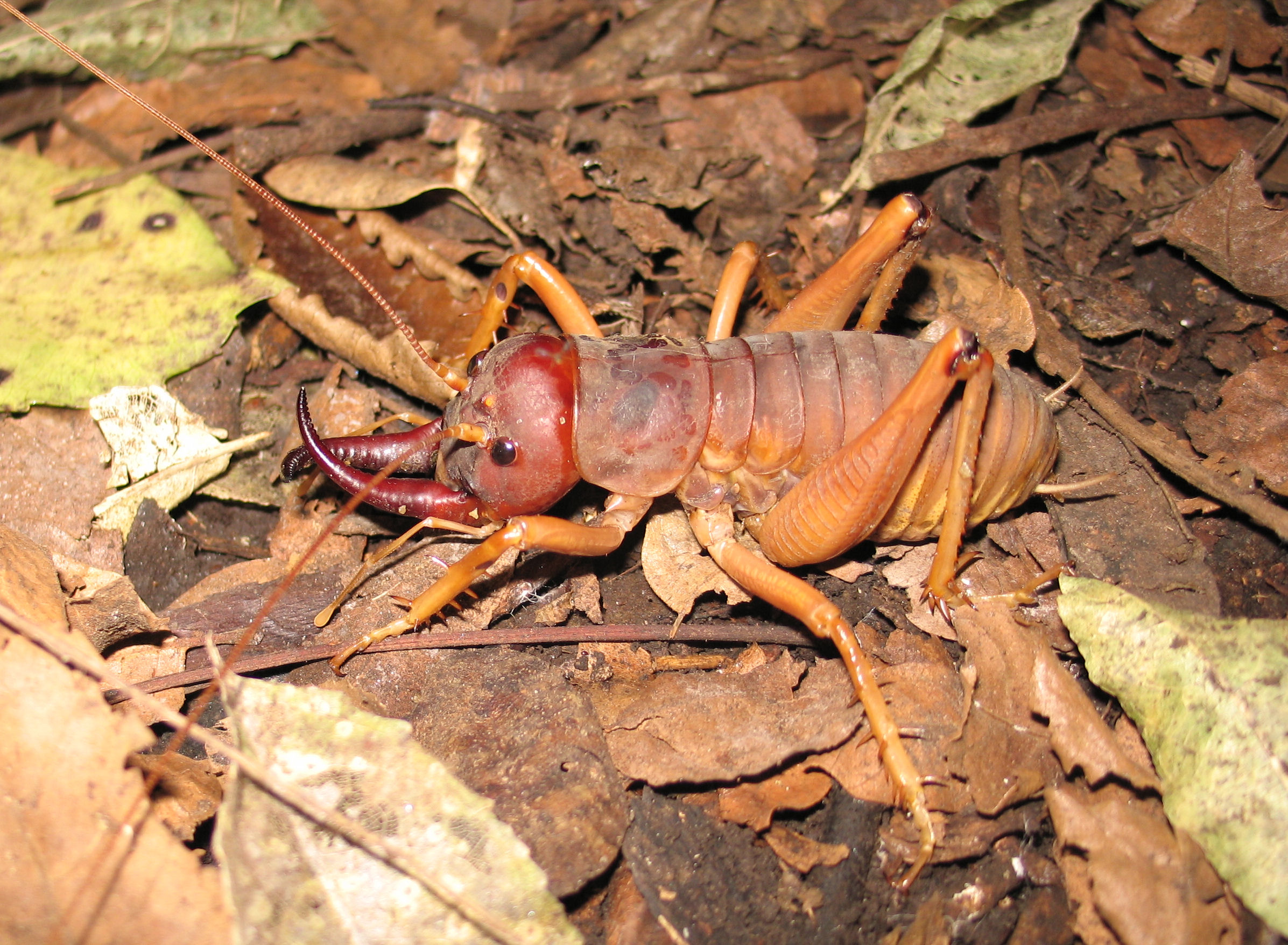